# Шатийон (Алье)
Шатийо́н (фр. Châtillon) — коммуна во Франции, находится в регионе Овернь. Департамент коммуны — Алье. Входит в состав кантона Ле-Монте. Округ коммуны — Мулен.
Код INSEE коммуны — 03069.

## Население
Население коммуны на 2008 год составляло 317 человек.
| 1962 | 1968 | 1975 | 1982 | 1990 | 1999 | 2008 |
| ---- | ---- | ---- | ---- | ---- | ---- | ---- |
| 277  | 368  | 374  | 289  | 282  | 277  | 317  |

## Экономика
В 2007 году среди 201 человек в трудоспособном возрасте (15—64 лет) 141 были экономически активными, 60 — неактивными (показатель активности — 70,1 %, в 1999 году было 65,9 %). Из 141 активных работали 123 человека (71 мужчина и 52 женщины), безработных было 18 (10 мужчин и 8 женщин). Среди 60 неактивных 13 человек были учениками или студентами, 16 — пенсионерами, 31 было неактивным по другим причинам.